# Cilla Lundström
Cilla Lundström, född 21 januari 1963 i Solna församling, är arborist och debattör i frågor om fred, miljö, mänskliga rättigheter och skola.
Lundström var 2022 en av initiativtagarna till aktionsgruppen  Ryssland ut ur Ukraina.
2015 startade Lundström tillsammans med Jessica Hanna-Eklund nätverket Elevens rätt.
2011 var Lundström en av initiativtagarna vid grundandet av Sveriges Arboristförbund.
2000-2007 var Lundström skeppare på charterskutan Johanna av Stockholm och arrangerade kurser i sjömanskap och båtmanövrering, främst riktat till kvinnor.
Under på 1980- och 90-talen arbetade Lundström för Svenska freds- och skiljedomsföreningen, Greenpeace och Association for Progressive Communication.